# Carex meadii
Carex meadii är en halvgräsart som beskrevs av Chester Dewey. Carex meadii ingår i släktet starrar, och familjen halvgräs. Inga underarter finns listade i Catalogue of Life.